# Gljive mešinarke
Ascomycota ili mešinarke su najveće koleno carstva gljiva koje zajedno sa Basidiomycota formira potkraljevstvo Dikarya. Njegovi članovi su normalno poznati kao sak gljive ili askomicete. Ovo koleno sadrži oko 64.000 vrsta. Osnovna karakteristika ove grupe gljiva je „askus” (od grčkog: ἀσκός (askos), sa značenjem „kesa” ili „mešina”), koja je mikroskopska polna struktura u kojoj se formiraju nepokretne spore, zvane askospore. Međutim, neke vrste Ascomycota su bespolne, što znači da nemaju polni ciklus i stoga ne formiraju askospore. Ranije svrstavane među Deuteromycota zajedno sa bespolnim vrstama drugih gljivičnih taksona, bespolne (ili anamorfne) askomicete se sad identifikuju i klasifikuju na bazi morfoloških ili fizioloških sličnosti sa taksonima koji imaju askus, i na osnovu filogenetičke analize DNK sekvenci.

## Sistematika

### Razredi
Koleno Ascomycota se sastoji se od više razreda. Danas se ove gljive uz još četiri glavna koljena vode kao prave gljive ili Eumycota.
1. Razred
2. Razred
3. Razred
4. Razred
5. Razred
6. Razred
7. Razred
8. Razred
9. Razred
10. Razred
11. Razred
12. Razred
13. Razred
14. Razred
15. Razred

## Literatura
- Alexopoulos, C.J.; Mims, C.W.; Blackwell, M. (1996). Introductory Mycology. Wiley. ISBN 978-0-471-52229-4.
- Deacon, J. (2005). Fungal Biology. Blackwell. ISBN 978-1-4051-3066-0.
- Jennings DH, Lysek G (1996). Fungal Biology: Understanding the Fungal Lifestyle. Guildford, UK: Bios Scientific. ISBN 978-1-85996-150-6.
- Kirk PM, Cannon PF, Minter DW, Stalpers JA (2008). Dictionary of the Fungi (10th изд.). Wallingford: CABI. ISBN 978-0-85199-826-8.
- Taylor EL, Taylor TN (1993). The Biology and Evolution of Fossil Plants. Prentice Hall. ISBN 978-0-13-651589-0.
- B. Kendrick: The Fifth Kingdom. 2001. ISBN 978-1-58510-022-4. Kapitel 4. Focus Publ., Newburyport MA. .
- G. J. Krieglsteiner: Verbreitungsatlas der Großpilze Deutschlands (West). Stuttgart. 1993. ISBN 978-3-8001-3318-5. Bd 2. Schlauchpilze. Ulmer. .
- Josef Breitenbach, Fred Kränzlin: Pilze der Schweiz. Ascomyceten. Bd. 1, Mykologia, Luzern (CH). 1981.  978-3-85604-010-9. (313 Seiten; 390 Arten mit Beschreibungen, Standorts- und Fundangaben, Mikrozeichnungen und Farbbildern).